# Triklino
Triklino (griechisch Τρίκλινο (n. sg.)) ist ein kleines Dorf der Gemeinde Amfilochia in der Region Westgriechenland, mit 211 Einwohnern. Es befindet sich südlich des nördlichen Ausläufers des Kremasta-Sees, welcher den Acheloos in seiner ursprünglichen Verlaufsrichtung aufstaut. Triklino ist zugleich eine Ortschaft (topiki kinotita τοπκή κοινότητα) im Gemeindebezirk Inachos der Gemeinde Amfilochia und besteht aus zwei Siedlungen: dem gleichnamigen Dorf sowie der Siedlung Ambeli.
Die erste Erwähnung von Triklino datiert auf das Jahr 1840, als die Ortschaft unter dem Namen Priantza als Siedlung der Gemeinde Idomeni Valtou erwähnt wird. Bereits 1845 wurde die Siedlung in „Priantsa“ umbenannt. Priantsa bildete mit der benachbarten Ortschaft Alevrada eine Gemeinde (Kinotita) bis zum 31. August 1911, als Alevrada von der Gemeinde abgespalten wurde. Danach bildete Triklino bis zur griechischen Kommunalverwaltungsreform 1997 (gültig ab 1. Januar 1999) eine eigenständige Gemeinde mit der benachbarten Ortschaft Ambeli. Im Rahmen der Kommunalverwaltungsreform wurde die Gemeinde Triklino aufgelöst und mit anderen Ortschaften und vorher eigenständigen Gemeinden zur Gemeinde Inachos (Δήμος Ινάχου) zusammengefasst. Zusammen mit Inachos gelangte es mit der Verwaltungsreform 2010 in die neue Gemeinde Amfilochia.
Als ländliche Siedlungsstruktur hatte Triklino von 1981 nach 1991 einen Bevölkerungsrückgang von mehr als einem Drittel der Einwohner zu verzeichnen (1981: 389 Einwohner, 1991: 229 Einwohner). In den nachfolgenden zehn Jahren stieg die Bevölkerung von Triklino auf 288 Einwohner an, um nach der Jahrtausendwende wieder erheblich zu sinken.
Aus Triklino stammt Giannikis Kasvikis, welcher als Truppenführer im griechischen Unabhängigkeitskrieg (1821–1829) am 28. Februar 1826 auf der kleinen Insel Dolmas in der Lagune von Mesolongi fiel. Ebenfalls aus Triklino stammte der Abt des Klosters Tatarna, Stefanos Papadimitriou, sowie die Brüder Charilaos, Christoforos und Alexandros Papaioannou, die sich im griechischen Widerstand gegen die deutsche Besatzung im Zweiten Weltkrieg einen Namen machten.